# UAE Team ADQ/Saison 2024
Dieser Artikel beschreibt die Mannschaft und die Siege des UCI Women’s WorldTeams UAE Team ADQ in der Saison 2024.

## Mannschaft
| Teamkader 2024                    | Teamkader 2024     | Teamkader 2024               | Teamkader 2024                    |
| Name                              | Geburtsdatum       | Land                         | Vorheriges Team                   |
| --------------------------------- | ------------------ | ---------------------------- | --------------------------------- |
| Safiya Al Sayegh                  | 23. September 2001 | Vereinigte Arabische Emirate |                                   |
| Alena Amjaljussik                 | 6. Februar 1989    | Belarus                      | Canyon-SRAM Racing (2022)         |
| Sofia Bertizzolo                  | 21. August 1997    | Italien                      | Liv Racing (2021)                 |
| Eugenia Bujak                     | 25. Juni 1989      | Slowenien                    | BTC City Ljubljana (2019)         |
| Anastasia Carbonari               | 11. September 1999 | Lettland                     | UAE Development Team (2023)       |
| Chiara Consonni                   | 24. Juni 1999      | Italien                      | Valcar-Travel & Service (2022)    |
| Eleonora Gasparrini               | 25. März 2002      | Italien                      | Valcar-Travel & Service (2022)    |
| Mikayla Harvey                    | 7. September 1998  | Neuseeland                   | Canyon-SRAM Racing (2022)         |
| Elizabeth Holden                  | 12. September 1997 | Vereinigtes Königreich       | Le Col-Wahoo (2022)               |
| Alena Ivanchenko                  | 16. November 2003  | Russland                     |                                   |
| Karolina Kumięga                  | 16. April 1999     | Polen                        | Valcar-Travel & Service (2022)    |
| Erica Magnaldi                    | 24. August 1992    | Italien                      | Ceratizit-WNT Pro Cycling (2021)  |
| Tereza Neumanová                  | 9. August 1998     | Tschechien                   | Liv Racing TeqFind (2023)         |
| Silvia Persico                    | 25. Juli 1997      | Italien                      | Valcar-Travel & Service (2022)    |
| Karlijn Swinkels                  | 28. Oktober 1998   | Niederlande                  | Team Jumbo-Visma (2023)           |
| Dominika Włodarczyk               | 27. Januar 2001    | Polen                        | MAT Atom Deweloper Wrocław (2023) |
| Lara Gillespie (9. Jun.–31. Dez.) | 21. April 2001     | Irland                       | UAE Development Team (2024)       |
|                                   |                    |                              |                                   |
| Quelle: ProCyclingStats           |                    |                              |                                   |

## Siege
| Siege    | Siege                                               | Siege                        | Siege  | Siege               | Siege |
| Datum    | Rennen                                              | Staat                        | Klasse | Siegerin            |       |
| -------- | --------------------------------------------------- | ---------------------------- | ------ | ------------------- | ----- |
| 22. Jan. | Trofeo Binissalem-Andratx                           | Spanien                      | 1.1    | Eleonora Gasparrini |       |
| 25. Apr. | Gran Premio della Liberazione                       | Italien                      | 1.1    | Chiara Consonni     |       |
| 28. Apr. | UAE-Meisterschaften, Straßenrennen der Frauen       | Vereinigte Arabische Emirate | CN     | Safiya Al Sayegh    |       |
| 3. Mai   | La Classique Morbihan                               | Frankreich                   | 1.1    | Eleonora Gasparrini |       |
| 4. Mai   | Grand Prix du Morbihan Féminin                      | Frankreich                   | 1.1    | Silvia Persico      |       |
| 5. Mai   | UAE-Meisterschaften, Einzelzeitfahren der Frauen    | Vereinigte Arabische Emirate | CN     | Safiya Al Sayegh    |       |
| 9. Jun.  | Diamond Tour                                        | Belgien                      | 1.1    | Chiara Consonni     |       |
| 21. Jun. | Lettische Meisterschaften, Straßenrennen der Frauen | Lettland                     | CN     | Anastasia Carbonari |       |
| 23. Jun. | Polnische Meisterschaften, Straßenrennen der Frauen | Polen                        | CN     | Dominika Włodarczyk |       |
| 8. Jul.  | Giro d'Italia Women, 2. Etappe                      | Italien                      | 2.WWT  | Chiara Consonni     |       |
| 15. Sep. | Women’s Cycling Grand Prix Stuttgart & Region       | Deutschland                  | 1.Pro  | Eleonora Gasparrini |       |
| 18. Sep. | Saint-Feuillien Grand Prix de Wallonie              | Belgien                      | 1.1    | Karlijn Swinkels    |       |
| 21. Sep. | Tour de la Semois, Gesamtwertung                    | Belgien                      | 2.2    | Karlijn Swinkels    |       |

## UCI-Weltranglisten-Platzierungen
| UCI-Ranking | UCI-Ranking         | UCI-Ranking | UCI-Ranking |
| Fahrerin    | Fahrerin            | Land        | Punkte      |
| ----------- | ------------------- | ----------- | ----------- |
| 13.         | Karlijn Swinkels    | Niederlande | 1648 P.     |
| 14.         | Chiara Consonni     | Italien     | 1640 P.     |
| 25.         | Eleonora Gasparrini | Italien     | 1319 P.     |
| 42.         | Dominika Włodarczyk | Polen       | 980 P.      |
| 43.         | Silvia Persico      | Italien     | 944 P.      |
| 94.         | Erica Magnaldi      | Italien     | 463 P.      |
| 106.        | Lara Gillespie      | Irland      | 404 P.      |
| 148.        | Tereza Neumanová    | Tschechien  | 277 P.      |
| 186.        | Eugenia Bujak       | Slowenien   | 217 P.      |
| 225.        | Karolina Kumięga    | Polen       | 180 P.      |
| 249.        | Sofia Bertizzolo    | Italien     | 156 P.      |
| 338.        | Anastasia Carbonari | Lettland    | 108 P.      |
| 372.        | Mikayla Harvey      | Neuseeland  | 96 P.       |
| 469.        | Alena Amjaljussik   | Belarus     | 73 P.       |
| 512.        | Alena Ivanchenko    | Russland    | 63 P.       |